# Matthias Bernhard Braun

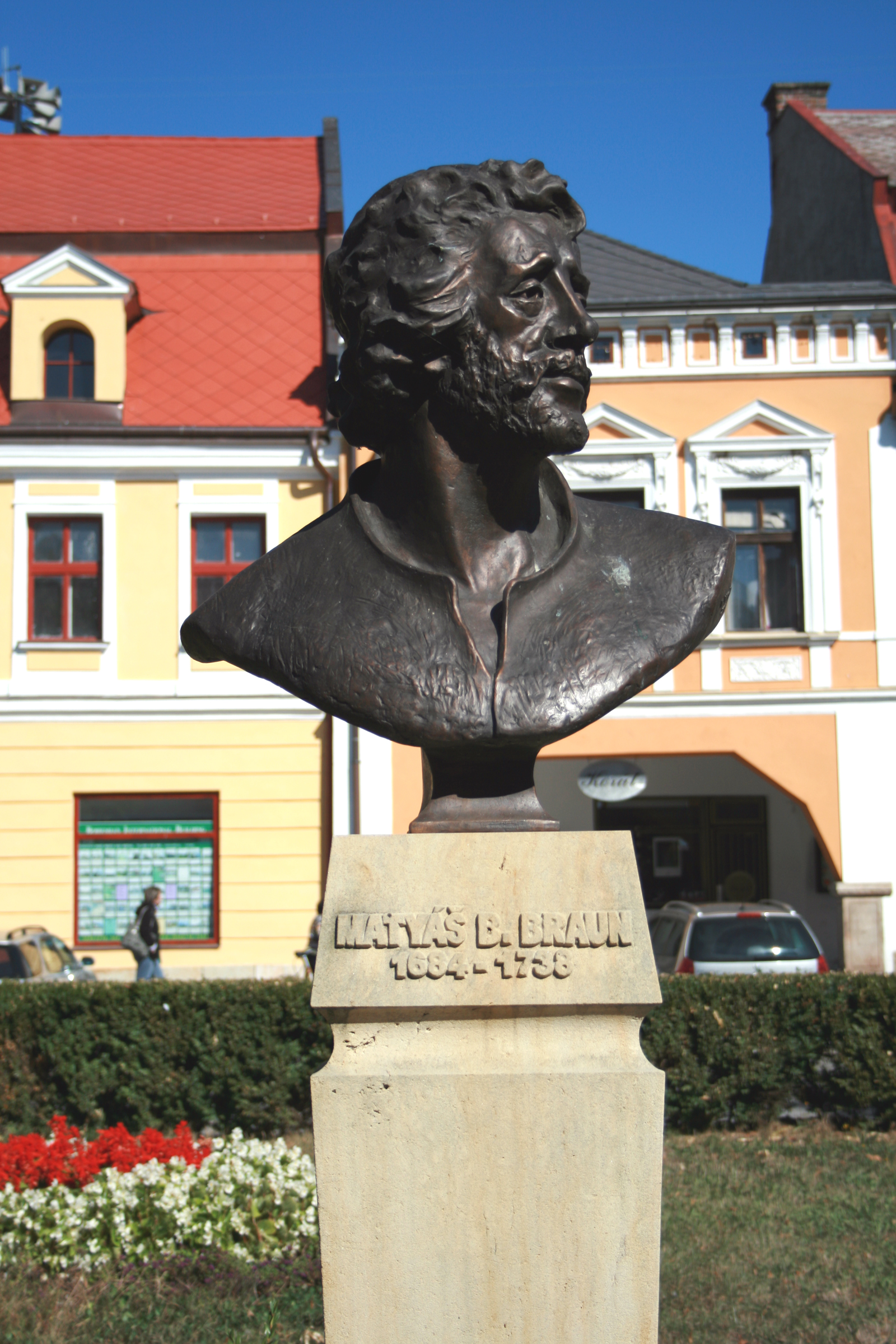
Büste in Jaroměř

Matthias Bernhard Braun (tschechisch Matyáš Bernard Braun) (* 25. Februar 1684 in Sautens, Gefürstete Grafschaft Tirol; † 16. Februar 1738 in Prag) war einer der bedeutendsten Bildhauer des Barock in Böhmen.

## Kindheit und Wanderschaft
Matthias Bernhard Braun entstammte einer künstlerischen Familie; sein Talent wurde früh erkannt. Schon als Junge lernte er die Arbeiten des Bildhauers und Holzschnitzers Andreas Thamasch kennen, der seine Werkstatt in dem nahe liegenden Stams hatte und die bekannte Kalvariengruppe über der Fürstengruft des Stiftes Stams geschaffen hatte. Von 1700 bis 1704 unternahm er – vermutlich mit Unterstützung des Stamser Abtes Edmund Zoz – eine Wanderschaft nach Italien. In Venedig, Verona, Florenz und Rom hatte er Gelegenheit, die Werke der Meister der Renaissance und der barocken Bildhauerkunst kennenzulernen. Besonders die Arbeiten Michelangelos sollen ihn inspiriert haben. Weitere vier Jahre verbrachte er anschließend auf einer Wanderschaft durch Österreich und Böhmen. In Dresden begegnete er dem Hofbildhauer Balthasar Permoser, der zu den berühmtesten Barockbildhauern nördlich der Alpen zählte. 1710 ließ sich Braun in Prag nieder.

## Erfolg und Aufstieg
Schon im Jahr seiner Ankunft in Prag schuf Braun die Statue der hl. Luitgard für die Prager Karlsbrücke, die dem Stil der Zeit entsprach und ihn mit einem Schlag bekannt machte. Es folgten große Aufträge von kirchlichen Institutionen, Ordensgemeinschaften und Adelsfamilien.
Braun schuf zahlreiche Heiligenfiguren und Figurengruppen für Kirchen sowie Skulpturen für Paläste und Gartenanlagen, häufig in Zusammenarbeit mit den bekannten Künstlern Peter Johann Brandl, Franz Maximilian Kaňka und Wenzel Lorenz Reiner.
Sein größter Förderer war der vermögende Graf Franz Anton von Sporck, ein Kritiker der Jesuiten und Verfechter der Frühaufklärung in Böhmen, den Braun schon auf seiner Wanderschaft in Bozen kennengelernt hatte. Nachdem Braun für das Schloss in Lissa an der Elbe mehrere Skulpturen geschaffen hatte, beauftragte ihn Sporck auch mit der bildhauerischen Ausgestaltung seines neuen Landsitzes Kukus, den Braun mit vielen allegorischen Skulpturen schmückte. In dem unweit gelegenen Neuwald (Nový les) schuf er aus mehreren aus dem Boden des Waldes herausragenden Sandsteinblöcken große Skulpturen, geleitet von dem Wunsch, gestaltend in die Landschaft einzugreifen. Zu dem Skulpturenpark gehört auch die Darstellung einer Krippe, von der das Gebiet die Bezeichnung „Bethlehem“ (Betlém) bekam. Kuks und seine Umgebung wurden durch Brauns Werke zu einem Zentrum der barocken Plastik in Böhmen.

## Ehe und Familie
1711 erwarb Braun das böhmische Bürgerrecht und heiratete 1717 Elisabeth Myselius. Das Paar bekam fünf Kinder. Durch die große Nachfrage nach seinen Werken erreichte er einen ansehnlichen Besitz. Seine letzte Ruhestätte fand er in der Prager St.-Stephans-Kirche. Die Bildhauerwerkstatt wurde von seinem Neffen Anton Braun weitergeführt.

## Werke in Prag

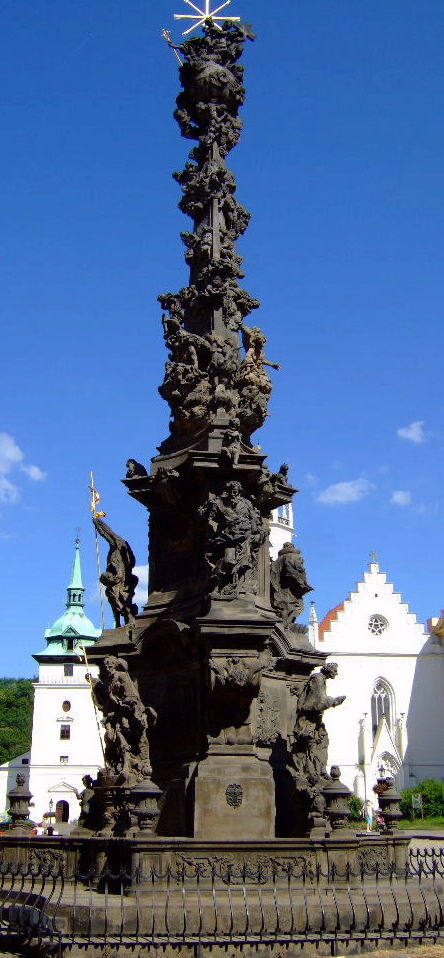
Dreifaltigkeitssäule in Teplice

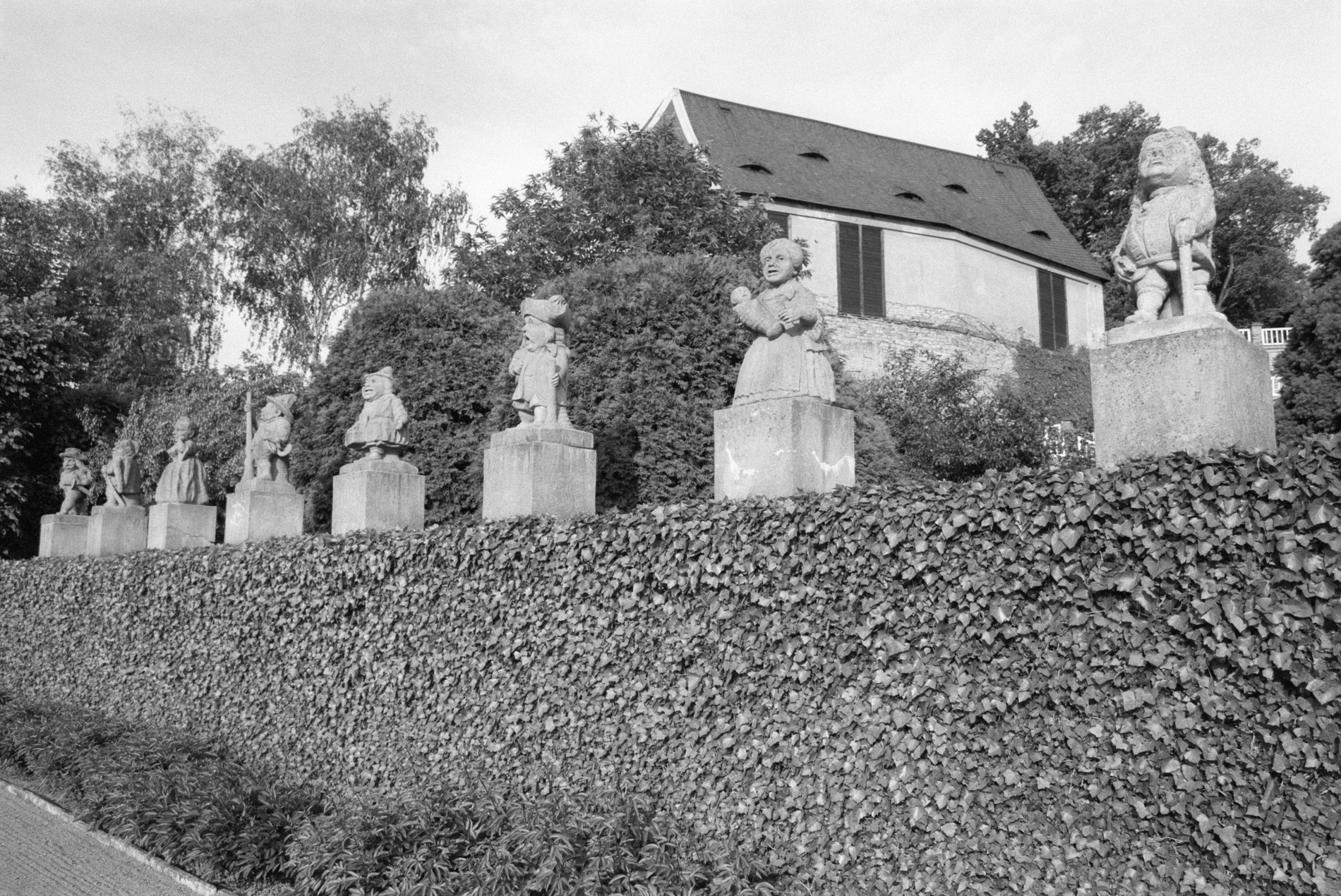
Figuren im Garten des Schlosses Nové Město nad Metují

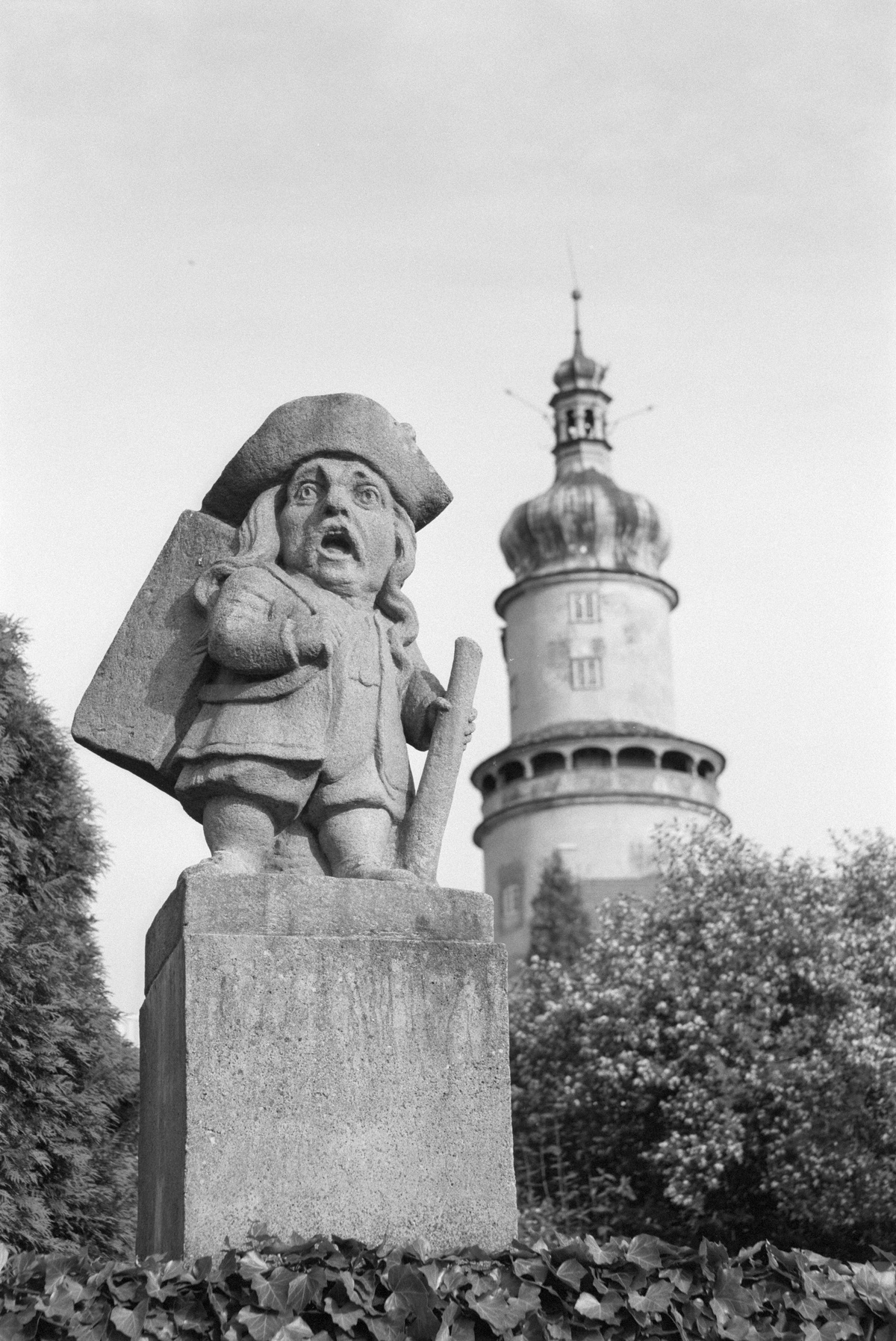
Figur im Garten des Schlosses von Nové Město nad Metují

### Statuen auf der Karlsbrücke
- hl. Luitgard (1710)
- hl. Ivo (1711)
- hll. Wenzel und Hl. Ludmila (um 1720)

### Palais
- Clam-Gallas: Ausschmückung des Treppenhauses, Portal-Atlanten sowie Götterstatuen auf der Attika (die Originale befinden sich in der Nationalgalerie)
- Czernin: Skulpturen im Treppenhaus
- Thun-Hohenstein: zwei Adler schmücken das Portal
- Vrtba: Skulpturen des Terrassengartens
- Großprioratspalais: Fassade und Treppenhaus

### Sonstige
- Clementinum: Statuen der Kirchenväter und Evangelisten, Kanzel, Beichtstuhl und Seitenaltäre in der St.-Klemens-Kirche (1716–1721)
- Villa Amerika: Steinskulpturen der vier Jahreszeiten im Garten der Villa
- Jungmannovo náměstí: Boreas entführt die Nymphe Oreithyia (auch: Die Zeit entführt die Schönheit); Original aus Sandstein im Schloß Dux durch Vandalen schwer beschädigt, deswegen ab 1985 im Depot, nicht öffentlich zugänglich.[1] In Prag steht vor dem Hofeingang der Kirche Maria Schnee die getreue (unbeschädigte) Nachbildung aus Kunststein, geschaffen vom Prager Bildhauer František Pašek (* 1922)[2]

## Werke in und um Kuks
- Allegorie der acht Seligpreisungen (1713)
- Engel des seligen und des unseligen Todes
- 12 Laster und 12 Tugenden (1718–1719)
- Allegorie der Religion (1719)
- Allegorie der Gerechtigkeit und Wahrheit (1720)
- Neuwald (Nový les): Biblische Szenen aus Sandsteinfelsen im Skulpturenpark Betlehem (Betlém) (1722–1732)
- Stangendorf bei Kuks (Stanovice): Bildhauerische Ausgestaltung der Dreifaltigkeitskapelle (1720)

## Werke in anderen Orten
- Altbunzlau: Statuengruppe in der St.-Wenzel-Basilika; Hochaltar der Mariä-Himmelfahrt-Kirche (zusammen mit F. M. Kaňka)
- Beneschau: Statuen der hll. Adalbert und Prokop in der Pfarrkirche St. Nikolaus
- Dux: Plastiken und Vasen vor dem Ehrenhof des Schlosses
- Hertin: Statue König Davids
- Hlavenec: Monumentaldenkmal für Kaiser Karl VI.
- Hořovice: Plastiken im Schlosspark
- Jaroměř: Mariensäule
- Kladrau: Altarplastiken und Skulpturen der Kirchenväter und Ordensheiligen in der Marienkirche, Skulpturen im Refektorium, darunter die Figur des Reichsgrafen Franz Anton von Sporck.
- Konopischt: Statuen der Bellona und des Mars am Schlosstor
- Libčan: Grabmal des Erlösers auf dem Hochaltar sowie Grabmal des Grafen Peter Straka von Nedabylice in der Kirche Mariä Himmelfahrt
- Liběchov: Perseus-Skulptur im Schlosspark
- Litomischel: Rosslenker-Skulptur beim Marstall (1725)
- Lysá nad Labem: Skulpturen für Schloss und Garten
- Neustadt an der Mettau: 24 Gartenzwerge im Schlosspark. (Die Zwerge waren ursprünglich für Schloss Kuks vorgesehen.)
- Teplitz: Dreifaltigkeitssäule auf dem Schlossplatz (1718)
- Trautenau: Johann-von-Nepomuk-Statue und Figurengruppe Hl. Familie
- Waltsch (Valeč): Dreifaltigkeitssäule vor der Kirche und 32 Skulpturen im Schlosspark
- Zittolib (Citoliby): Bildhauerische Ausgestaltung der St.-Jakobs-Kirche (1715) und des Schlosses Cítoliby (1718)

## Trivia
Am 23. Mai 2000 wurde der Asteroid (6768) Mathiasbraun nach ihm benannt.